# NN Волка
NN Волка (лат. NN Lupi) — одиночная переменная звезда в созвездии Волка на расстоянии приблизительно 445 световых лет (около 136 парсеков) от Солнца. Видимая звёздная величина звезды — от +12,11m до +12m. Возраст звезды определён как около 7,76 млн лет.

## Характеристики
NN Волка — оранжевый карлик, эруптивная переменная звезда типа T Тельца (IT) спектрального класса K3. Масса — около 0,96 солнечных, радиус — около 1,12 солнечного, светимость — около 0,426 солнечной. Эффективная температура — около 4403 K.